# Тодоровић (презиме)
Тодоровић је српско презиме настало од мушког имена Тодор. Може се односити на следеће особе:
- Бора Тодоровић (1930–2014), глумац
- Дарко Тодоровић (1997), фудбалер
- Драган Тодоровић (1953), политичар
- Марко Тодоровић (1929–2000), глумац
- Срђан Тодоровић (1965), глумац